# گمینا میه‌روشوف
گمینا میه‌روشوف (به لهستانی:  Gmina Mieroszów) یک گمینا در لهستان است که در شهرستان وائوبژیخ واقع شده‌است. گمینا میه‌روشوف ۷۶٫۱۷ کیلومتر مربع مساحت و ۷٬۵۶۰ نفر جمعیت دارد.